# اندرسون آرریو
اندرسون آرریو (انگلیسی: Anderson Arroyo؛ زادهٔ ۲۷ سپتامبر ۱۹۹۹) بازیکن فوتبال اهل کلمبیا است.

## باشگاهی
از باشگاه‌هایی که در آن بازی کرده‌است می‌توان به باشگاه فوتبال خنت اشاره کرد.

## تیم ملی
وی همچنین در تیم‌های ملی فوتبال زیر ۱۷ و ۲۰ سال کلمبیا بازی کرده‌است.